# 和興
和興（かずおき、1960年5月14日 - ）は、日本の俳優。青森県出身。旧芸名は、高橋 和興（）のほか、河合 宏（）、高橋 一興（）の芸名で活動していた時期がある。
2014年3月からスタービートエンターテイメントLLCに所属していたが、2015年3月31日にて契約を満了。現在は事務所に所属せず、フリーランスで活動している。

## 人物
青森県立三沢高等学校卒業。高校卒業後、歌手を目指して上京。その後芸能事務所にスカウトされてスナック菓子のCMに出演。
1981年のテレビドラマ『俺はおまわり君』（日本テレビ系）で俳優デビュー。1985年『電撃戦隊チェンジマン』（テレビ朝日系）に、疾風翔（チェンジグリフォン）役でレギュラー出演。
『チェンジマン』以降も東映作品とは縁が深く、『超人機メタルダー』（1987年）、『特捜ロボ ジャンパーソン』（1993年）でふたたびレギュラー出演を果たしている。『ジャンパーソン』では、敵の親玉である「ジョージ真壁」を演じたほか、第40話ではゲストキャラクター（田崎智）も演じ、一人二役をこなした。
『太陽にほえろ!』の新人刑事役候補でもあった。善悪問わず二枚目役が多かったが、近年は年齢相応に渋みを増した押しの強い風貌を売りに、役柄の幅を広げている。清水健太郎主演の『真・雀鬼』シリーズのマスター村本役で特に知られる。
好きな色は白、黒。趣味は、ダンス、オートバイ、麻雀。特技は、乗馬、アクション、殺陣。目標としている俳優に渡瀬恒彦、緒形拳を挙げている。

## エピソード
高校時代はバスケットボール部に所属し、選手として県大会に出場している。
『電撃戦隊チェンジマン』のオーディションに受からなければ、役者を辞めて田舎に帰ろうと思っていたが、アクション監督の山岡淳二が「疾風役はコイツだ」と強く推してくれたおかげで合格できたという。
『チェンジマン』共演者の和泉史郎は、河合（和興）がメンバーを引っ張る役割を担っていたと証言している。その一方、目立ちがり屋であったことから一人で先走ってしまうことも多かったと述べている。アクションでは、生身の痛々しさを見せるため、サポーターは用いず生傷が絶えなかったという。自動二輪免許を取得していたため、同じく免許を持つ和泉とともにオートバイのシーンを担うことが多かった。自動二輪免許は、デビュー作の『俺はおまわり君』での役柄がオートバイ狂の警官という設定だったことから出演決定と同時に取得した。
『チェンジマン』の撮影当時は撮影所から一番近い大泉学園駅付近のアパートに住んでいたが、他のメンバーは離れたところに住んでいたため、JACの面々と飲みに行くことが多かった。その一方、遅刻は最も多かったという。
2012年2月5日放送の『海賊戦隊ゴーカイジャー』第49話では、27年ぶりに疾風翔を演じた。和興自身が台本を書いた没案として、「地球が環境破壊によりアースフォースを失い、やさぐれて悪の道に走った疾風翔がダークグリフォンとしてゴーカイジャーと戦う」という初期案も存在した。また、セリフが主題歌の歌詞にちなんだものであったため、歌いながら登場するということも考えていたが、現場では終盤の大事な場面であったため、テスト段階でもできるような雰囲気ではなかったという。

## 出演

### テレビドラマ
- 青い絶唱（1980年 - 1981年、TBS）[12]
- 俺はおまわり君（1981年、日本テレビ） - 中山順
- 銀河テレビ小説（NHK）
  - ふたりでひとり（1981年） - 岡部史郎
  - 夏に逝く女（1982年）
- ちょっといい姉妹（1981年 - 1982年、TBS） - 古谷
- 土曜ドラマ（NHK）
  - 横浜物語（1982年） - 根岸謙
- 笑顔泣き顔ふくれ顔（1982年、フジテレビ） - 公平
- 太陽にほえろ!（日本テレビ）
  - 第521話「ボギー刑事登場!」（1982年） - 田上賢一
  - 第700話「ベイビー・ブルース」（1986年）
- 爛熟時代（1983年、CBC）
- 昼下がりの妻（1984年、CBC）
- ザ・サスペンス（TBS）
  - 処女が見た（1984年）
  - 見栄講座に通う妻たち（1984年）
- 月曜ドラマランド / てんてん娘（1984年、フジテレビ）
- スーパー戦隊シリーズ（テレビ朝日）
  - 電撃戦隊チェンジマン（1985年 - 1986年） - 疾風翔 / チェンジグリフォン
  - 超新星フラッシュマン 第21話「悲しみのサラ」（1986年） - ミラン
  - 海賊戦隊ゴーカイジャー 第49話「宇宙最大の宝」（2012年） - 疾風翔
- 誇りの報酬 第27話「芹沢刑事・絶体絶命!」（1986年、NTV） -  安井徹
- 花王 愛の劇場（TBS）
  - 母さんと呼びたい（1987年） - 西條先生
  - 小春の春（1989年）
- メタルヒーローシリーズ（テレビ朝日）
  - 超人機メタルダー（1987年 - 1988年） - 北八荒
  - 世界忍者戦ジライヤ 第30話「忍法・ハナちょうちん!」（1988年） - 邪忍・黒い茨
  - 特救指令ソルブレイン 第37話「哀しいヒットマン」（1991年） - ヘンリー鳥羽
  - 特捜ロボ ジャンパーソン（1993年 - 1994年） - ジョージ真壁
    - 第40話「基地爆破5秒前」 - 田崎智（二役）
- NEWジャングル 第2話「浩平が泣いた」（1988年、日本テレビ） - 嶋田オサム
- シリーズ街 / だまされたって、愛されたい（1986年、テレビ朝日）
- 美少女仮面ポワトリン 第14話「不思議な呼び笛」（1990年、フジテレビ） - 怪盗741号
- はぐれ刑事純情派V 第5話「危険な愛情・父を刺した女!?」（1992年、テレビ朝日） - 森川シンゴ
- ブラック・ジャックIII（2000年、TBS）
- 月曜ミステリー劇場 / 上条麗子の事件推理 死を呼ぶ離婚慰謝料!（2001年、TBS） - 刑事
- ご近所探偵TOMOE（2003年、WOWOW）
- 火曜サスペンス劇場 / だます女、だまされる女7（2004年、日本テレビ） - 北島亮
- 仮面ライダーキバ 第32話「新世界・もう一人のキバ」、第33話「スーパーソニック・戦いのサガ」（2008年、テレビ朝日） - 黒沢
- Re:フォロワー (2019年、テレビ朝日）- 犬飼

### 映画
- エル・オー・ヴィ・愛・N・G（1983年、東宝） - 前島
- パンツの穴（1984年、ジョイパックフィルム） - 総番長
- スーパー戦隊シリーズ
  - 劇場版 電撃戦隊チェンジマン（1985年、東映） - 疾風翔 / チェンジグリフォン
  - 劇場版 電撃戦隊チェンジマン2 シャトルベース! 危機一髪!（1985年、東映） - 疾風翔 / チェンジグリフォン
- 熱海殺人事件（1986年、東宝） - 306号犯人
- 劇場版 特捜ロボ ジャンパーソン（1993年、東映） - ジョージ真壁
- 女囚処刑人マリア THE MOVIE（1995年、GAGA）
- 金融腐蝕列島〔呪縛〕（1999年、東映）
- 千里眼（2000年、東映）
- 溺れる魚（2001年、東映） - 堀内特別監察官
- 実録・北海道やくざ戦争 逆縁（2001年、ミュージアム）
- WASABI（2001年、K2エンタテインメント=日本ビクター） - サングラスの男 ※フランス映画
- 修羅のみち3 広島・四国全面戦争（2002年、東映ビデオ） - 松山・赤岩組若頭 猪俣辰夫
- 突入せよ! あさま山荘事件（2002年、東映） - 記者
- 首領への道 劇場版（2003年、村上劇画プロ=シネマ・クロッキオ） - 伊吹刑事

### Vシネマ
- 企業戦士YAMAZAKI（1995年、日本ソフトシステム）
- 淫獣教師II（1995年、ピンクパイナップル）
- RAIN 眠らざる街（1996年、Vムーヴィ） - 吉川淳
- 美蘭 ザ・リベンジャー（1997年、レジェンドピクチャーズ）
- 痴漢手記 午前8時の性衝動（1997年、カレス・コミュニケーションズ）
- REDZONE REIKO/レッドゾーン レイコ（1998年、レジェンドピクチャーズ）
- 人妻Mの秘密 覗かれた欲情（1998年、レジェンドピクチャーズ）
- 真・雀鬼シリーズ（竹書房）
  - 真・雀鬼2 麻雀無法地帯（1999年） - 鮫島宏昌
  - 真・雀鬼3 東西麻雀決戦（1999年） - 鮫島宏昌
  - 真・雀鬼4 歌舞伎町・博徒通り（2000年） - 村本
  - 真・雀鬼5 新宿麻雀決戦（2000年） - 村本
  - 真・雀鬼6 復讐への対局（2001年） - 村本
  - 真・雀鬼7 さらば友よ、引き裂かれた麻雀（2001年） - 村本
  - 真・雀鬼8 確立五万分の一の死闘（2001年） - 村本
  - 真・雀鬼9 頂上決戦! 裏プロVS表プロ（2001年） - 村本
  - 真・雀鬼10 雀鬼VS黒の雀鬼! 悪夢の麻雀勝負（2002年） - 村本
  - 真・雀鬼11 奪われた死闘 片腕の代走屋（2002年） - 村本
  - 真・雀鬼12 卓上の反逆者たち（2002年） - 村本
  - 真・雀鬼13 闇のプロフェッショナル（2002年） - 村本
  - 真・雀鬼14 プロ雀士秘話! オーラスの向こう側（2003年） - 村本
  - 真・雀鬼15 雀神vs雀鬼! 120時間の死闘（2003年） - 村本
  - 真・雀鬼16 プロ雀士哀歌! 漢たちの絆（2003年） - 村本
  - 真・雀鬼17 魂を受け継ぐ者（2003年） - 村本
  - 真・雀鬼18 死神と呼ばれた男（2004年） - 村本
  - 真・雀鬼19 心に棲む闇 狂乱の闘牌（2003年） - 村本
- ウルトラセブン1999最終章6部作 第3話「果実が熟す日」（1999年、バップ） - レモジョ星系人ゲイル
- 攻略王3 史上最強! 永久連チャンタイムセット打法（2000年、徳間ジャパンコミュニケーションズ）
- 雀狼伝2 必殺!!亜空間殺法（2000年、ミュージアム） - 村上
- 雀狼伝3 必殺!!亜空間殺法（2000年、ミュージアム） - 村上
- 姐極道 菩薩の龍子（2000年、ミュージアム）
- 雀士最強伝説 炎の大三元（2001年、ケイエスエス）
- The 密白（2001年、ミュージアム）
- 実録・絶縁（2001年、ミュージアム）
- 闇の天使〜DREAM ANGELS（2001年、ケイエスエス）※友情出演
- 実録・鉄砲玉 平成二年大阪・山羽抗争勃発!!（2001年、ミュージアム）
- 殺しの軍団2 関西制圧への道（2001年、ミュージアム）
- 麻雀飛龍伝 天牌（2001年、ケイエスエス）
- 実録・山陽道やくざ戦争 手打ち破り（2001年） - 兵庫県警 刑事部捜査四課 警部 伊藤太一郎
- 実録・史上最大の抗争 義絶状1・2（2002年）全2作 - 大阪府警捜査四課主任刑事 警部 島村弘
- 実録・大阪やくざ戦争 報復（2002年、ミュージアム） - 三代目山王会谷健組法力会理事長 佐野一樹
- 実録・北陸やくざ戦争（2002年） - 権藤組舎弟頭 浅見組組長 浅見史郎
- 首領への道21,22（2002年、ミュージアム） - 島田組白虎会狭間組若頭補佐 蓮村元
- 民事介入暴力 非合法領域（2002年、ミュージアム） - ゴールドジャパンコンサルタント社長 セナテツオ
- 実録・竹中正久の生涯 荒らぶる獅子 後篇（2003年） - 正和会執行部
- 実録・瀬戸内やくざ戦争 伊予路水滸伝（2003年、GPミュージアム） - 二代目大日本昭和会 剛誠会山浦組若頭代行 神代由行
- やくざの憲法 赤字破門（2003年） - 天堂組幹部
- 雀鬼くずれ2（2003年、ケイエスエス）
- 実録・山陽道やくざ戦争2（2003年、GPミュージアム）
- 実録・関東やくざ戦争2 修羅の代紋（2003年、GPミュージアム） - 石井組組長石井昇の企業舎弟 杉浦重春
- 博徒道 襲名披露（2003年、ケイエスエス） - 風神会須藤一家本宮組組長 本宮
- むこうぶち3 高レート裏麻雀列伝 裏プロ（2008年、GPミュージアム）

### 舞台
- 俺っちのアウトロー（1992年、JAC）
- GEKITOTSU -幕末異聞- 服部半蔵VS坂本龍馬（1997年、JAC）
- MOON-BOW〜月蝕の絆〜（2006年、teamキチキチ）
- 水流月の島〜あの風に乗って聞こえてきた〜（2007年、K'sPRODUCE）
- N.G.〜星になれたら〜（2007年、K'sPRODUCE）
- BLUE HEART（2009年、劇団 昇天家族）
- 絆 -KIZUNA-（2009年、JAE）
- GUNS -All or Nothing-（2009年、FREAK ENTERTAINMENT）
- 轟然〜GO-ZEN〜（2010年、amipro）
- 残侠（2010年、JAE）
- DRAGON'S HEAVEN vol.IV 完結篇 For The Stainless Innocence -無垢なる子らのために-（2011年、DRAGON'S HEAVEN） - 斎藤一
- きら星の磁力〜レフリーは宿命 リングが宿命〜（2011年、スーパープロジェクト） [注釈 1]
- エンドレスヒルズ（2012年、和興30th製作委員会）
- DONZOKO（2012年、WAKI-GUMI）
- レプリカ（2013年、アポロ5）
- 0120〜フリーダイヤル（2013年、マンモスプロ）
- チューボー（2013年、KENプロデュース）
- オーバースマイル（2013年、ボクラ団義）
- ハルジオン（2013年、スーパープロジェクト）
- グッドファーザー（2014年、シザーブリッツ）
- 永遠にムーン（2014年、シザーブリッツ
- 青の祓魔師 〜青の焔 覚醒編／京都 不浄王編〜（2014年、株式会社ダイス） - 藤本獅郎
- CHICACO（2021年、Alexandrite Stage） - 相葉浩
- CHICACO2（2021年、Alexandrite Stage） - 相葉浩
- 『Three Kingdoms～最終章～』破滅編/再生編(2021年、Alexandrite Stage） - 曹真
- 舞台「The Great Gatsby In Tokyo」（2022年6月17日 - 21日、三越劇場）[13]
- 東京スカチャラストーリー（2022年、貴楽屋）
- 蒲田行進曲完結編･銀ちゃんが逝く（2023年、春匠/錦織一清演出）- 若山馬之助
- 果てしない海の向こうへ（2023年、love&rock☆show）- エドワード王
- B-15（2024年、K-FRONT）- ルシファー
- 舞台「G7」（2025年）[14]

### CM
- ブルボン「ピーパリ」（1980年） - 芸能界デビュー作